# Vita nella banlieue 2
Vita nella banlieue 2 (Banlieusards 2) è un film del 2023 diretto da Leïla Sy.
Il film è il sequel del film del 2019 Vita nella banlieue.

## Trama
Sono passati due anni da quando Demba ha rischiato di morire e sta cercando di reprimere il suo desiderio di vendetta. Mentre Noumouké viene in continuazione coinvolto in risse tra quartieri rivali Soulayamaan comincia a muovere i primi passi come avvocato.

## Distribuzione
Il film è stato distribuito sulla piattaforma Netflix a partire dal 27 settembre 2023.